# Miguel Ángel Jiménez
Miguel Ángel Jiménez (født 5. januar 1964 i Málaga, Spanien) er en spansk golfspiller, der (pr. september 2010) står noteret for 20 sejre gennem sin professionelle karriere. Hans bedste resultat i en Major-turnering er en 2. plads, som han opnåede ved US Open i år 2000.
Jiménez har tre gange, i 1999, 2004 og 2008, repræsenteret det europæiske hold ved Ryder Cup, hvilket er resulteret i én sejr og et nederlag.